# Morris Swadesh
Morris Swadesh (22. ledna 1909, Holyoke – 20. července 1967, Ciudad de México) byl americký lingvista židovského původu. Specializoval se na srovnávací a historickou lingvistiku.

## Život
Narodil se v Massachusetts židovským přistěhovalcům z Besarábie, kteří mluvili jidiš. Dokončil bakalářské i magisterské studium na Chicagské univerzitě, kde byl žákem Edwarda Sapira. Poté Sapira následoval na Yaleovu univerzitu, kde v roce 1933 získal doktorát. V letech 1937 až 1939 vyučoval na Wisconsinské univerzitě v Madisonu. Během druhé světové války pracoval na armádních projektech. Po skončení války se stal profesorem na City College of New York, ale v roce 1949 byl propuštěn kvůli svému členství v komunistické straně. Přestěhoval se tedy do Mexika, kde se stal profesorem na Národní autonomní univerzitě. Působil též nějaký čas v Kanadě. Jeho první manželkou byla známá lingvistka Mary Haasová.

## Dílo
Swadesh se zajímal zvláště o indiánské jazyky a prováděl jejich rozsáhlý terénní výzkum po celé Severní Americe. Zmapoval jich dvacet. Byl jedním z průkopníků glotochronologie a lexikostatistiky. Je znám vytvořením tzv. Swadeshova seznamu, což byl soupis základních pojmů, o kterých Swadesh předpokládal, že se vyskytují napříč kulturami, a proto jsou vhodné pro mezijazyková srovnávání. Swadesh věřil, že jeho techniky mohou objevit hluboké vztahy mezi zdánlivě nepříbuznými jazyky, což umožní identifikaci makrorodin a možná dokonce i všelidského prajazyka. Právě Svadeshovo zastávání teze o tomto prajazyku vyvolalo nejvíce kontroverzí a odsudků pozdějších lingvistů.